# Martyrium der Heiligen Schuschanik
Das Martyrium der Heiligen Schuschanik (georgisch წამებაჲ წმიდისა შუშანიკისი დედოფლისაჲ, C'amebaj c'midisa Shushanik'isi) ist das älteste erhaltene Buch der georgischen Literatur. Der Priester und Schriftsteller Jakob Zurtaweli verfasste es zwischen 476 und 483.
Es handelt sich um eine Hagiographie in vorchristlicher Schreibtradition. Der Inhalt beruht auf einer wahren Begebenheit. Zurtaweli war der Beichtvater der Hauptperson.
Das Werk beschreibt das Leben der armenischen Prinzessin Schuschanik (dt. Susanne), die starb, weil sie sich weigerte, dem Christentum abzuschwören und zum Zoroastrismus der persischen Eroberer überzutreten. Sie wurde von ihrem Ehemann, dem georgischen Prinzen Varxenes, geschlagen, in Ketten gelegt und in ein Gefängnis geworfen. Dort starb sie nach sieben Jahren. 
Varxenes bekleidete am Hof des persischen Schahs Peroz das Amt eines Vizekönigs für das georgisch-armenische Grenzgebiet sowie das östliche Georgien und war dazu zum persischen Glauben übergetreten. Das hatte er auch von seiner Frau erwartet. Als sie seinen Wünschen nicht folgte, geriet er außer sich vor Wut.
Das Werk ist Pflichtlektüre für georgische Oberschüler. Der Komponist Otar Taktakischwili veröffentlichte 1983 ein Chorwerk, das auf dem Martyrium der Heiligen Schuschanik basiert.

## Werke
- Iakob Tsurtaveli: C'amebaj c'midisa Shushanik'isi. Tbilisi 1938
- Iakob C'urtaveli: Shushanikis cameba. Xelovneba, Tbilisi 1983 (Text georg., russ., lat., engl., franz., span. u. dt.) Die deutsche Übersetzung durch Nelly Amaschukeli wurde nachgedruckt von Marianne Gruber – Manfred Müller:  Verschlossen mit silbernem Schlüssel, Literatur aus Armenien, Aserbaidschan, Georgien. edition KAPPA, Wien 2000, 209–231.